# Livovská Huta
Livovská Huta es un municipio del distrito de Bardejov en la región de Prešov, Eslovaquia, con una población estimada a final del año 2024 de 37 habitantes.
Se encuentra ubicado en el centro-norte de la región, cerca del río Topľa (cuenca hidrográfica del río Tisza) y de la frontera con Polonia.

## Demografía
| Año        | 1994 | 2004    | 2014     | 2024     |
| ---------- | ---- | ------- | -------- | -------- |
| Población  | 59   | 54      | 45       | 37       |
| Diferencia |      | −8,47 % | −16,66 % | −17,77 % |

| Año        | 2023 | 2024    |
| ---------- | ---- | ------- |
| Población  | 38   | 37      |
| Diferencia |      | −2,63 % |